# Enhydra
Enhydra es un género de mamíferos mustélidos con una especie viviente,la  nutria marina y dos extintas, Enhydra macrodonta y Enhydra reevei.